# Refuge du Sélé
Das Refuge du Sélé ist eine Schutzhütte der Sektion Briançon des Club Alpin Français in Frankreich im Département Hautes-Alpes in der Region Provence-Alpes-Côte d’Azur mit einer Kapazität von 76 Plätzen. Es befindet sich auf der Spitze der felsigen Klippe, die das Tal von Le Sélé schließt.

## Geschichte
Das Wort Sélé kommt wahrscheinlich von Lou Seilh und bedeutet Schneeverwehung. Die erste Hütte die 1924 auf 2700 m unter einem felsigen Vordach gebaut wurde, wurde 1954 durch den Einsturz dieses Blocks zerstört. Sie befand sich unter dem östlichen Ailefroide und wurde als Zufluchtsort der Provence bezeichnet. Die zweite Hütte wurde 1957 nach diesem Vorfall aus Holz gebaut. Sie befindet sich weiter flussabwärts, auf einem Vorgebirge mit Blick auf das linke Ufer des Gletschers Sélé auf 2700 m. Eine neue Schutzhütte wurde 1983 etwas weiter unten gebaut. Sie gehört zum französischen Alpenverein und hat eine Kapazität von 76 Plätzen. Sie wird von Mitte Juni bis Anfang September geöffnet. Die ehemalige Schutzhütte wurde im Sommer 2001 von einem Team unter der Leitung von Louis Chiorino restauriert. Sie wird heute als Winterquartier genutzt und hat eine Kapazität von 20 Plätzen. Diese Hütte ist nur 30 Gehminuten von der neuen Schutzhütte entfernt.

## Zugänge
Der Aufstieg erfolgt in ungefähr 3,5 Stunden vom Campingplatz Ailefroide. Der letzte Teil erfordert Erfahrung im anspruchsvollen Gelände bei der Überquerung einer felsigen Klippe. Zur Erleichterung der Überkopfdurchgänge sind Kabel verlegt.

## Aufstiege
- Col du Sélé (3283 m)
- Pointe du Sélé (3556 m)
- Cime du Coin (3527 m)
- Col de l'Ailefroide (3337 m)
- Ailefroide (3954 m)
- Pic du Coup de Sabre (3699 m)
- Coup de Sabre (3494 m)
- Pointe des Bœufs-Rouges (3516 m)

## Übergänge
Refuge du Sélé – Refuge de la Pilatte am Sélé-Pass auf (3283 m) Höhe.